# Nuillé-sur-Vicoin
Nuillé-sur-Vicoin è un comune francese di 1 214 abitanti situato nel dipartimento della Mayenne nella regione dei Paesi della Loira.

## Società

### Evoluzione demografica
Abitanti censiti